# Ailuridae
Ailuridae é uma família de mamíferos pertencente aos Carnivora Caniformia Arctoidea, cujo único sobrevivente é o panda-vermelho (Ailurus fulgens).

## Taxonomia

### SubfamíliaAmphictinae†
- Amphictis
  - Amphictis ambiguus (Gervais, 1872) - Fosforitos de Quercy, Pech du Fraysse
  - Amphictis borbonicus Viret, 1929 - Coderet
  - Amphictis antiquus Pomel, 1853 - Langy
  - Amphictis wintershofensis Roth, 1994 - Wintershof-West
- Viretius
  - Viretius goeriachensis (Toula, 1884) - Mioceno Médio, Faluns de l’Anjou, Sansan e Göriach, La Grive

### SubfamíliaSimocyoninaeDawkins, 1868 †
- Simocyon
  - Simocyon diaphorus (Kaup, 1833) - Eppelsheim
  - Simocyon hungaricus Kretzoi, 1927 - Csakvar, Hungria
  - Simocyon primigenius (Roth e Wagner, 1854) - Pikermi, Grécia; Kalimanci, Bulgária, Concud, Espanha Espagne

### SubfamíliaAilurinaeGray, 1843
- Pristinailurus Wallace e Wang, 2004 †
  - Pristinailurus bristoli Wallace e Wang, 2004 - Mioceno Superior/Plioceno Inferior, Gray Fossil Site, Tennessee, EUA
- Parailurus †
  - Parailurus anglicus (Boyd Dawkins, 1888) - Plistoceno, Europa e América do Norte.
- Magerictis †
  - Magerictis imperialensis Ginsburg et al., 1997 - Madri, Espanha
- Ailurus
  - Ailurus fulgens F. Cuvier, 1825 - panda-vermelho